# Turret Nunatak
Der Turret Nunatak (englisch für Mauerturm-Nunatak) ist ein länglicher und 1960 m hoher Nunatak in der antarktischen Ross Dependency. In den Churchill Mountains ragt westlich der Cobham Range im unteren Abschnitt des Lucy-Gletschers auf.
Die Nordgruppe einer von 1961 bis 1962 durchgeführten Kampagne der New Zealand Geological Survey Antarctic Expedition kartierten und benannten ihn. Namensgebend sind die mauerturmartigen Kliffs an der Südseite des Nunataks.